# Campeonato Mundial de Esqui Alpino de 1954
O Campeonato Mundial de Esqui Alpino de 1954 foi a 14º edição do evento, foi realizado em Åre na Suécia, em fevereiro de 1954.

## Resultados

### Masculino
| Evento         | Ouro                         | Prata                                      | Bronze                       |
| -------------- | ---------------------------- | ------------------------------------------ | ---------------------------- |
| Downhill       | Christian Pravda · Áustria · | Martin Strolz · Áustria ·                  | Ernst Obereigner · Áustria · |
| Slalon         | Stein Eriksen · Noruega ·    | Benedikt Obermüller · Alemanha Ocidental · | Toni Spiess · Áustria ·      |
| Slalon Gigante | Stein Eriksen · Noruega ·    | François Bonlieu · França ·                | Andreas Molterer · Áustria · |
| Combinado      | Stein Eriksen · Noruega ·    | Christian Pravda · Áustria ·               | Stig Sollander · Suécia ·    |

### Feminino
| Evento         | Ouro                        | Prata                       | Bronze                           |
| -------------- | --------------------------- | --------------------------- | -------------------------------- |
| Downhill       | Ida Schöpfer · Suíça ·      | Trude Klecker · Áustria ·   | Lucienne Schmith · França ·      |
| Slalon         | Trude Klecker · Áustria ·   | Ida Schöpfer · Suíça ·      | Sara Thomasson · Suécia ·        |
| Slalon Gigante | Lucienne Schmith · França · | Madeleine Berthod · Suíça · | Jeanette Burr · Estados Unidos · |
| Combinado      | Ida Schöpfer · Suíça ·      | Madeleine Berthod · Suíça · | Lucienne Schmith · França ·      |

## Quadro de medalhas
| Pos                  | Ouro | Prata | Bronze |
| -------------------- | ---- | ----- | ------ |
| 1 Noruega            | 3    | 0     | 0      |
| 2 Áustria            | 2    | 3     | 3      |
| 3 Suíça              | 2    | 3     | 0      |
| 4 França             | 1    | 1     | 2      |
| 5 Alemanha Ocidental | 0    | 1     | 0      |
| 6 Suécia             | 0    | 0     | 2      |
| 7 Estados Unidos     | 0    | 0     | 1      |
| TOTAL                | 8    | 8     | 8      |